# Lundi (reka)
Lundi je reka v jugovzhodnem Zimbabveju.
Izvira pri Gweru v Highveldu, nakar teče proti jugovzhodu preko doline Hippo. V Middleveldu se ji pridruži reka Shashe. Nato teče preko Lowvelda in se pri slapovih Chivirigo izlije v reko Sabi.
Celotna dolžina reke znaša okoli 418 km. Najpomembnejši pritoki reke so Ingezi, Tokwe, Mtilkwe in Chiredzi.
Na reki je jez Gwenora.